# Белослав
Белослав (буг. Белослав) град је у Републици Бугарској, у источном делу земље, седиште истоимене општине Белослав у оквиру Варненске области.

## Географија
Положај: Белослав се налази у источном делу Бугарске. Од престонице Софије град је удаљен 480 km источно, а од обласног средишта, Варне град је удаљен 20 km западно.
Рељеф: Област Белослава се налази нелеко од Црног мора, на месту где из приобалног подручја израњају брда и брегови валовитог подручја Лудогорје. Град је смештен у омањој долини, на 30-40 m надморске висине.
Клима: Клима у Белославу је континентална.
Воде: Белослав се налази у подучју са више мањих водотока. Пре неколико деценија до града је прокопан канал Варна-Девња од самог мора.

## Историја
Област Белослава је првобитно било насељено Трачанима, а после њих овом облашћу владају стари Рим и Византија. Јужни Словени ово подручеје насељавају у 7. веку. Од 9. века до 1373. године област је била у саставу средњовековне Бугарске.
Крајем 14. века област Белослава је пала под власт Османлија, који владају облашћу 5 векова.
Године 1878. град је постао део савремене бугарске државе. Насеље постоје убрзо средиште окупљања за села у околини, са више јавних установа и трговиштем.

## Становништво
По проценама из 2007. године Белослав је имао око 8.500 становника. Већина градског становништва су етнички Бугари. Остатак су махом Роми. Претежан вероисповест месног становништва је православље, а мањинска ислам.